# 당신을 오랫동안 사랑했어요
《당신을 오랫동안 사랑했어요》(Il Y A Longtemps Que Je T'aime, I've Loved You So Long)는 프랑스, 캐나다에서 제작된 필립 클로델 감독의 2008년 드라마, 미스터리 영화이다. 크리스틴 스콧 토마스 등이 주연으로 출연하였고 이브 마리온 등이 제작에 참여하였다.

## 출연

### 주연
- 크리스틴 스콧 토마스
- 엘자 질버스테인
- 세르주 하자나비시우스
- 로랑 그레빌

### 조연
- 프레드릭 피에롯
- 캐서린 호스마린
- 클레르 존스턴
- 니콜 뒤브아
- 제레미 코빌롤트
- 파스칼 데몰론
- 로랑 클라렛
- 올리비에 크루베일러

## 기타
- 미술: 사무엘 데쇼어스
- 의상: 로렌스 에스놀트